# Freeze Corleone
Freeze Corleone, né le 6 juin 1992 aux Lilas, en Seine-Saint-Denis, est un rappeur, auteur-compositeur-interprète et producteur français. Il est l'un des fondateurs du collectif 667 anciennement FFG et du trio CFR avec Norsacce et Osirus Jack.
Il est régulièrement accusé d'antisémitisme et de racisme pour les textes de ses chansons, notamment par la LICRA ou la DILCRAH.

## Biographie

### Jeunesse
Freeze Corleone, de son vrai nom Issa Lorenzo Diakhaté est né aux Lilas en Seine-Saint-Denis (Île-de-France), d'un père sénégalais et d'une mère italienne.
Il passe les premières années de sa vie à Pantin, dans la banlieue nord-est de Paris, puis déménage à Dakar, capitale du Sénégal, où il vit encore et où il rencontre les futurs membres de son collectif, le 667, également surnommé la Ligue des Ombres,.

### Carrière musicale

#### Débuts
À la recherche de la daillance, son premier projet, sort le 20 avril 2011. Il est composé de 16 titres, essentiellement ego-trip, avec des références aux jeux vidéo, au basket, aux dessins animés et à la science fiction[source secondaire souhaitée]. Il y fait plusieurs dédicaces au Roi Heenok, rappeur québécois au style décalé, avec qui il collaborera 8 ans plus tard, et qu'il invitera sur son l'album LMF en 2020.
Un an plus tard, le 12 octobre 2012, le projet Vieilles merdes est publié. Composé de 15 titres, abordant des sujets comme la lean, caractéristique du rappeur. Une version ralentie ou Chopped & Screwed du morçeau Mrs.S, au style moins rappé et plus planant, rappelant Nouveau Commendatore publié la même année, en collaboration avec Jorrde, est présente dans l'album. Ce morçeau montre l'entrée de Freeze Corleone dans ce milieu plus sombre et ténébreux qui se ressent dans d'autres morceaux comme Folie Meurtrière ou L'Epaulard. Ce deuxième projet est donc grandement différent du premier. Il introduit dans l'univers de Freezer des références à d'autres drogues que la lean et aborde moins les jeuv vidéos et l'adolescence en général.
En 2013, il fonde le collectif de hip-hop 667 à Gentilly (Val-de-Marne),. Il est également le fondateur du trio de rappeurs CFR, avec Norsacce Berlusconi et Osirus Jack,.
Il collabore souvent avec le groupe lyonnais Lyonzon, apparaissant à plusieurs reprises dans les clips solos de chaque artiste du groupe[source secondaire souhaitée]. En septembre 2018, il sort un clip avec deux membres du 667, Slim C 667 et Doc OVG 667, accompagnés de Mini Gouap, Ashe 22, Gouap, Kpri et Noma, membres de Lyonzon, sur le titre 669. Le nom du groupe lyonnais vient d'ailleurs des membres du groupe 667 qui surnomment la ville de Lyon Lyonzon quand ils s'y rendent.
En novembre 2018, il sort l'album Projet Blue Beam, qui sort avec peu de promotion. L'album est malgré tout remarqué par la critique hip-hop,.

#### LMF
Le 11 septembre 2020, Freeze Corleone sort son premier album studio LMF, pour « La Menace Fantôme », qui atteint la deuxième place des charts français. Trois semaines après sa sortie, il est certifié disque d'or, le premier de la carrière de Freeze Corleone.
En mai 2021, LMF est certifié disque de platine. En mars 2022, il est certifié double disque de platine.

#### Riyad Sadio
En 2021, malgré la polémique occasionnée lors de la sortie d'LMF pour ses paroles jugées antisémites, Freeze Corleone et BMG signent un accord secret consistant à ce que Freeze Corleone soit signé sur le label sans en mentionner le nom sur ses disques. BMG doit y publier le disque Riyad Sadio de Freeze Corleone et du rappeur Ashe 22, mais la maison de disque finit par faire marche-arrière et décide d'annuler le contrat.
L'album finit par sortir de manière indépendante le 4 mars 2022 et fait 8 072 ventes en première semaine de commercialisation,.

#### ADC
Freeze Corleone fait son retour en 2023 avec l'album ADC, pour L'attaque des clones. Il sort le lundi 11 septembre, trois ans jour pour jour après LMF.
Il dévoile un premier titre, Shavkat, lors d'un passage promotionnel chez le streamer Medja le 25 juillet. Le morceau atteint un million de streams en un jour et rentre à la première place du classement musical français de Spotify. Un second extrait, Amérique du Sud, est dévoilé le 25 août, mais cela semble être une erreur de Spotify, l'artiste ayant tagué l'entreprise suédoise sur ses réseaux sociaux avec les mots « ça leak mes sons? ».

## Polémiques

### Accusations d'antisémitisme
Freeze Corleone est régulièrement interpellé en raison de ses propos jugés antisémites par divers observateurs et organisations. Ainsi, « certains de ses textes évoqu(e)nt Hitler, l’Allemagne nazie ou la Shoah ». Dans sa chanson Bâton rouge, Freeze Corleone dit notamment : « J'arrive déterminé comme Adolf dans les Années 1930 » ou dans So Congo on peut entendre : « RAF [rien à foutre (sic)] de la Shoah »,.
À la suite de la sortie de son album LMF, la Ligue internationale contre le racisme et l'antisémitisme (LICRA) pointe de nombreux propos jugés antisémites dans ses textes notamment son « obsession pour les juifs »,. Le 17 septembre 2020, après le signalement fait par le délégué interministériel à la lutte contre le racisme, l'antisémitisme et la haine anti-LGBT (DILCRAH), Frédéric Potier, le parquet de Paris annonce ouvrir « une enquête portant sur différents clips vidéo et chansons de Freeze Corleone des chefs de provocation à la haine raciale et injure à caractère raciste ».
Le 18 septembre 2020, le distributeur Universal annonce cesser sa collaboration avec le rappeur, après avoir dénoncé des « propos racistes inacceptables »,. En novembre 2023, Shone, le manager de Freeze Corleone, affirme toutefois sur Twitter que ce contrat n'a jamais été rompu et qu'il reçoit chaque mois les relevés des ventes de LMF de la part d'Universal Music France, qui distribue encore l'album et qui ne rend pas ses parts.
En Suisse, en septembre 2020, la coordination intercommunautaire contre l’antisémitisme et la diffamation (CICAD) interpelle les organisateurs du Beat Festival à Genève pour lequel le chanteur devait se produire en 2021. Le concert prévu en janvier 2021 est annulé à la suite de cette intervention. Mais Freeze Corleone se produit finalement pour The Beat Festival en juin 2022. La CICAD n'est pas intervenue mais annonçait en avril « saisir la justice si des propos antisémites devaient être entendus lors de ce festival » .
Un concert prévu pour décembre 2022 à l'Olympia de Montréal est annulé le mois d'avant, « vraisemblablement à la suite de pressions exercées par l’organisation B'nai B'rith », qui juge ses paroles antisémites, selon le quotidien canadien La Presse. Il réagit à l'annulation en publiant trois émojis de dragons sur Twitter. D'après le webzine français l'Abcdr du son, c'est « une façon cryptique de rendre responsable les juifs de cette annulation, via une référence détournée du manga One Piece où les "dragons célestes" sont des "êtres supérieurs" ».
Le 28 février 2023, à l'initiative de la maire PS, Nathalie Appéré, un concert de Freeze Corleone devant se tenir à Rennes est interdit par arrêté municipal, l'arrêté évoquant les paroles de Freeze Corleone considérées comme « de véritables provocations et incitations à la haine, voire à la violence ». Le rappeur réagit en partageant un discours de Louis Farrakhan, dans lequel ce dirigeant - reconnu antisémite - de la Nation of Islam se défend d'être antisémite. Le 11 mars 2023, Freeze Corleone obtient la suspension de l'arrêté municipal. La mairie de Rennes annonce déposer un recours devant le Conseil d'État. Son concert est maintenu au nom de la « liberté d'expression ».
En juillet 2023, dans son morceau Shavkat, premier extrait de son album ADC, Freeze fait polémique avec la punchline suivante : « Je préfère être accusé d’antisémitisme que de viol comme Gérald Darmanin ». La LICRA annonce dans la foulée réfléchir à des poursuites.
Pour les mêmes raisons qu'habituellement, auxquelles vient s'ajouter le contexte géopolitique tendu de l'automne 2023 avec la guerre entre le Hamas et Israël, le Zénith de Paris de Freeze Corleone du samedi 25 novembre 2023 est dans un premier temps annulé par la préfecture de police le 21 novembre. En outre, Freeze est interdit de participation au concert du collectif 667 prévu le vendredi soir dans la même salle, qui considère les paroles de ses chansons antisémites et complotistes. La préfecture de Paris juge que ses « représentations présentent des risques de troubles graves à l'ordre public et d'atteinte à la sécurité des spectateurs ». Le 24 novembre, l'arrêté de police lui interdisant ces deux concerts est annulé à la suite d'une audience publique la veille.
Contrairement à Paris, le tribunal administratif de Nantes valide l'interdiction du concert du 1er décembre dans sa ville, en s'appuyant sur les « références antisémites et haineuses envers la communauté juive » et le risque de « troubles à l’ordre public » dans le contexte du conflit israélo-palestinien - la justice de référés ne retenant pas l'argument des tribunaux parisien et rennais sur la « liberté d'expression » mais estimant plutôt que « La tenue du concert litigieux ferait naître un risque avéré de commission d’une infraction susceptible de porter atteinte au respect de la dignité humaine et de caractériser un trouble à l’ordre public dans un contexte prégnant de tensions et de sécurité renforcée ».

### Référence à l'attentat de Nice
Le 7 novembre 2023, Freeze Corleone apparait sur Haaland du rappeur allemand Luciano, et certaines paroles de Freeze Corleone feraient référence à l'attentat de Nice du 14 juillet 2016, ayant fait plus de 80 morts sur la Promenade des Anglais.
Christian Estrosi, maire de Nice, qualifie le morceau d'« infâme » et annonce en février 2024 qu'il portera plainte contre le rappeur. Éric Ciotti, député niçois et président des Républicains, écrit sur le réseau social X le 9 février 2024 : « Ce rappeur doit être poursuivi pour apologie du terrorisme ». Le parquet de Nice annonce l'ouverture d'une enquête pour apologie du terrorisme.
Concrètement, Freeze Corlone dit ceci dans le morceau : « Burberry comme un grand-père anglais (Anglais), j'arrive dans l'rap comme un camion qui bombarde à fond sur la… (Skrrt, eh) ». Mais le morceau est supprimé des plateformes le 10 février.
À la suite de cette polémique, le 14 février, Freeze Corleone annonce déposer deux plaintes pour diffamation contre les deux élus et dénonce des « déclarations intempestives », des « interprétations arbitraires et injurieuses » ou encore des « paroles imaginaires ». Le communiqué du rappeur et de son équipe note également que .

## Style musical
Il est l'un des représentants du style de rap UK drill en France.
Il utilise beaucoup d'expressions anglaises qu'il transforme souvent en français, influencé par le rappeur Roi Heenok, comme « S/O » (« shout out » en anglais) ou encore « lin » qui désigne la lean, boisson codéinée à visée psychotrope, considérée comme une drogue, dont il est d'ailleurs un grand amateur, et qui l'inspire beaucoup pour ses chansons.
Il multiplie également les références aux théories du complot juif, en témoigne le nom de son album Projet Blue Beam, la prétendue richesse des Juifs ou encore à Adolf Hitler et à l’Allemagne nazie. Pour Paul Didier, le rap de Freeze Corleone est « totalement politique » et s'exprime au premier degré que ce soit pour parler des victimes de la traite négrière, de son soutien à la famille d’Adama Traoré, de la mémoire de Rosa Parks ou encore pour encourager ceux qui « [cassent] le nez des sculptures ».
Il est également influencé par les sonorités de la scène hip-hop de Chicago, de la scène hip-hop d'Atlanta et de la scène hip-hop de Houston, notamment par la technique de remix chopped and screwed propre à cette dernière. Quatre de ses projets, FDT, Projet Blue Beam, LMF et ADC, sortent en version chopped and screwed. Ce sont des versions ralenties des morceaux, censées imiter les effets de la lean,.

## Discographie

### Albums studio
- 2018 : Projet Blue Beam
- 2020 : LMF
- 2023 : ADC

### Apparitions
2010 : 
- Krisy - Webogthigh (sur la mixtape WeedTape)

2017 :
- Norsacce Berlusconi - Only feat. Slim C, DOC OVG et Freeze Corleone (sur l'album NeoNegro de Norsacce Berlusconi)

2018 : 
- Lyonzon - 669 feat. 667
- Zuukou Mayzie - Jack Sparrow feat. Jorrdee et Freeze Corleone
- VEERUS - KKK feat. Freeze Corleone
- Zuukou Mayzie - Yamanote Line feat. Freeze Corleone (sur JMUAZ de Zuukou Mayzie)

2019 : 
- Django - Cyanure feat Freeze Corleone
- Luv Resval - Crystal Lake feat. Freeze Corleone
- DOC OVG - 10 feat. Freeze Corleone
- Alkpote - Purification feat. Freeze Corleone (Les marches de l'empereur Saison 3/Épisode 9)
- Ashe 22 - Scellé feat. Freeze Corleone (sur la Ashe Tape Vol.2 de Ashe 22)
- Worms-T - Pakistan feat. Freeze Corleone
- Osirus Jack - Sacrifice de Masse, Pt.2 feat. Freeze Corleone (sur Nibiru de Osirus Jack)

2020 : 
- Sazamyzy - Braquage à l'africaine 5 (Part 1) feat. Kalash Criminel, Freeze Corleone
- Jolly - Zone 51 feat. Freeze Corleone (sur la Jolly Tape Vol.2 de Jolly)
- RAS - O.J Simpson feat. Criminls et Freeze Corleone
- Zuukou Mayzie - Qui-Gon Jinn feat. Freeze Corleone (sur l'album Primera Temporada de Zuukou Mayzie)
- Norsacce Berlusconi - 4 saisons feat. Freeze Corleone (sur le projet Marathon de Norsacce)
- Afro S - Nino Brown feat. Freeze Corleone (sur l'album DLO d'Afro S)
- La F - La Violence feat. Freeze Corleone (sur la mixtape TNF2 de La F)
- Zesau - Anarchie-Remix feat. Stavo et Freeze Corleone
- Kozi - Unstoppable feat. Freeze Corleone
- Guy2Bezbar - TPM feat. Freeze Corleone
- Negrito - Purge 5 feat. Freeze Corleone
- RAS - LPDLD feat. Norsacce Berlusconi et Freeze Corleone (sur l'EP Les Princes De La Drill de RAS)
- Django - S/O le Flem feat. Roi Heenok, Freeze Corleone (sur l'album S/O le Flem de Django)
- Zesau - Anarchie feat. Stavo, CDL et Freeze Corleone
- Slim C - Serpents & Renards feat. Freeze Corleone (sur l'album Killu Kinf G de Slim C)
- Gazo - DRILL FR 4 feat. Freeze Corleone
- Koba LaD - 7 sur 7 feat. Freeze Corleone (sur l’album Détail de Koba laD)
- Kaaris - IRM feat. Freeze Corleone (sur l’album 2.7.0 de Kaaris)
- Nahir - Moneygram feat. Freeze Corleone
- Mini - Travail d'Ekip feat Noma, Black Jack OBS, Kpri, Shaka, Doc OVG, Norsacce Berlusconi et Freeze Corleone
- Alpha Wann - ny à fond feat. Freeze Corleone (sur la Don Dada Mixtape Vol. 1 d'Alpha Wann)

2021 :
- Leto feat. Freeze Corleone - 667 PSO
- Maskey - Requiem For A Drill feat. Freeze Corleone (La Recette #10 de Maskey)
- Vladimir Cauchemar - Les Professeurs feat. Seth Gueko, Freeze Corleone, Phazz (sur l’EP BRRR de Vladimir Cauchemar)
- Deeloc - Rétro feat. Freeze Corleone
- SCH - Mannschaft feat. Freeze Corleone (sur l'album JVLIVS II de SCH)
- Ashe 22 - Scellé Part. 3 feat. Freeze Corleone (sur la mixtape Ashe Tape Vol.3 d'Ashe 22)
- 667 - 669 Part. 2 feat. Lyonzon
- RAS - Mission Cobra feat. Freeze Corleone (sur l'album LPDLD 2 de RAS)
- Zuukou Mayzie - Pépé Anglais feat. Freeze Corleone (sur l'album Segunda Temporada de Zuukou Mayzie)
- Da Uzi - 27 feat. Freeze Corleone (sur l'album Vrai 2 Vrai de Da Uzi)
- Mac Tyer - Grammy feat. Freeze Corleone (sur l’EP Noir 3 de Mac Tyer)
- 667 - Règne sur le monde [667 X CRTZ]
- ALP - Bloods feat. Freeze Corleone
- Gouap - Jackie Chan 2 feat. Freeze Corleone (sur l’album Free Gouap 6 de Gouap)

2022 : 
- Kaaris et Kalash Criminel - Apocalypse feat. Freeze Corleone (sur l'album commun SVR de Kaaris et Kalash Criminel)
- Osirus Jack - Lampadaire, Pt. 2 feat Freeze Corleone (sur Nouvelle Ère de Osirus Jack)
- Kpri - Maybach Phantom ft. Freeze Corleone
- Ashe 22 - SCELLÉ PART 4- (sur Riyad Sadio, l'album commun de Freeze Corleone et Ashe 22)
- Afro S - C10 feat. Freeze Corleone
- Veerus - Cash Ft. Freeze Corleone
- Kaki Santana - Toujours pas de refrain (sur Planète OBS album de Kaki Santana)
- Nahir - Moneygram Part 2 ft. Freeze Corleone
- Central Cee - Eurovision feat. Rondodasosa, Baby Gang, A2anti, Morad, Beny Jr, Ashe 22 et Freeze Corleone (sur l'album 23 de Central Cee)
- RAS - Mission Cobra Part. 2 ft. Freeze Corleone
- Mini - 669 Tah Ft. Freeze Corleone
- Prince Waly ft. Freeze Corleone - Balotelli
- Stavo - Réunion feat. Freeze Corleone
- Doums ft. Freeze Corleone - 90'
- 2key - Pour La Paix ft. Freeze Corleone
- Jey Brownie - Movie feat. Freeze Corleone
- Seven 7oo - 667OO feat. Freeze Corleone, Ashe 22, Keta, Sacky et Dahirvè  (sur la mixtape Seven 7oo Mixtape de Seven 7oo)

2023 : 
- Ralfy the Plug feat. Freeze Corleone - Loop Holes
- Rim'K - Metaverse feat. Freeze Corleone
- Criminls - Nouvel Ordre ft. Freeze Corleone
- Alonzo - Iniesta feat. Freeze Corleone
- Bambino47 - .KANYE WEST. ft. Freeze Corleone
- JMK$ feat. Freeze Corleone - SANTOS
- Richie Beats feat. Freeze Corleone - Sommet

2024 : 
- ZKR feat. Freeze Corleone - Beterbiev
- Dany Dan & Kyo Itachi feat. Freeze Corleone - Crypto Cash
- Kalash Criminel feat. Freeze Corleone - Encore les problèmes
- Black Jack OBS feat. Freeze Corleone - Intemporel
- Dadinho feat. Freeze Corleone - BMF
- Osirus Jack feat. Freeze Corleone - Neuralink
- Fenix Flexin feat. Freeze Corleone - Bless Me
- Jack Many feat. Freeze Corleone - Drapeaux hissés
- Sazamyzy feat. Freeze Corleone - Purple Dream